# Seweryn Korzeliński
Seweryn Korzeliński (ur. ok. 1801 w Bereźnicy w powiecie stryjskim, zm. 21 stycznia 1876 tamże) – Polak, żołnierz Wojska Polskiego, podróżnik, pisarz, pedagog. Uczestniczył w powstaniu listopadowym w latach 1830–31 oraz w powstaniu węgierskim w latach 1848–49 w legionach. Służbę wojskową zakończył w stopniu majora. Na Węgrzech służył w kawalerii i za swoją służbę został odznaczony węgierskim powstańczym Orderem Zasługi Wojskowej III klasy. W latach 1852–56 przebywał w Australii wydobywając złoto w stanie Wiktoria. W roku 1858 organizował powstanie szkoły rolniczej w Czernichowie, której następnie był dyrektorem. Członek korespondent Galicyjskiego Towarzystwa Gospodarskiego (1868).
Jest autorem książki Opis podróży do Australii.

## W literaturze pięknej
W książce Tomek w krainie kangurów Alfreda Szklarskiego bohater wspomina m.in. o Sewerynie Korzelińskim, jako podróżniku, którego opisy podróży i pobytu na antypodach, dostarczyły wielu informacji o Australii.